# Guglielmo Pizzirani
Guglielmo Pizzirani (Bologna, 1886 – 1971) è stato un pittore italiano. Appartiene a quel gruppo di pittori paesaggisti dell’inizio del Novecento della "Scuola bolognese di pittura", come Luigi e Flavio Bertelli, Antonino Sartini, Giovanni Secchi, Alessandro Scorzoni, Gino Marzocchi e Garzia Fioresi, che hanno dipinto i paesaggi emiliano-romagnoli, riproducendone le bellezze e testimoniandone, con il pennello, i cambiamenti nel tempo.

## Biografia
Frequenta l'Istituto di Belle Arti sotto la guida del Gorini e del Ferri e già in questo periodo collabora validamente ad attività di restauro e decorazione su monumenti della sua città.
Dal 1909 si dedica all'insegnamento ed è presente alle tre mostre delle Secessioni Romane ('13- '14- '15). Nel 1920 comincia a partecipare, su invito, alle Biennali di Venezia e nello stesso anno la Società  "Francesco Francia" allestisce la sua prima personale. Nel 1931 iniziano, invece, le numerose partecipazioni alle Quadriennali di Roma.
Nel 1965 riceve la medaglia d'oro e il diploma per benemerenza per i meritevoli dell'arte e della cultura del Ministero della Pubblica Istruzione e diversi premi dalla Provincia di Bologna.
Muore nel 1971 ed è sepolto nel Chiostro V della Certosa di Bologna.
Anche dopo la sua scomparsa sono moltissime le sue opere inserite in importanti rassegne e manifestazioni, nonché le mostre personali. Una grande antologica gli fu dedicata dall'Associazione Francesco Francia al Museo civico di Bologna nel 1967. Nel 2010, a Palazzo d'Accursio gli è stata dedicata nuovamente una mostra monografica.
Giuseppe Raimondi, alludendo a Pizzirani, scrisse: “...la collina, la campagna bolognese, i viali e le strade, gli alberi e le sponde di siepe, ogni cosa dentro la luce così limpida e dolce della nostra regione... luoghi sereni... una parentela di spirito li lega a quelli, così umani di solito che rappresenta il francese Poussin nelle sue tele e nei disegni d’Italia, e fanno pensare quanto sarebbero piaciuti a Corot, se li avesse conosciuti.”
Una via di Bologna è intitolata a suo nome.
Sulla facciata di Casa Locatelli in cui visse, in Via Porta Nova, l'associazione Francesco Francia ha posto una lapide alla memoria.